# جون هنري باركر
جون هنري باركر (بالإنجليزية: John Henry Parker)‏ هو عسكري أمريكي، ولد في 9 سبتمبر 1866 في سيداليا في الولايات المتحدة، وتوفي في 14 أكتوبر 1942 في سان فرانسيسكو في الولايات المتحدة.